# Laura Ester

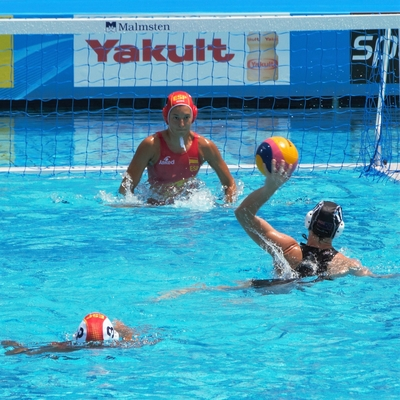
Laura Ester (2013)

Laura Ester Ramos (* 22. Januar 1990 in Barcelona) ist eine spanische Wasserballspielerin. Die Olympiasiegerin von 2024 gewann 2012 und 2021 eine olympische Silbermedaille. 2013 war sie Weltmeisterin, 2014, 2020 und 2022 Europameisterin.

## Sportliche Karriere
Die 1,70 m große Torhüterin war mit der spanischen Nationalmannschaft bereits 2008 Zweite der Europameisterschaft in Malaga. In den Jahren danach war sie zwar Stammtorhüterin der Nationalmannschaft, konnte aber keine internationale Medaille gewinnen. Bei den Olympischen Spielen 2012 in London gewannen die Spanierinnen ihre Vorrundengruppe vor dem US-Team, wobei der direkte Vergleich 9:9 endete. Mit Siegen über die Britinnen im Viertelfinale und über die Ungarinnen im Halbfinale erreichte die spanische Mannschaft das Finale gegen das US-Team. Diesmal gewannen die Amerikanerinnen mit 8:5.
Im Jahr darauf trafen bei der Weltmeisterschaft 2013 die Spanierinnen und das US-Team bereits im Viertelfinale aufeinander und die Spanierinnen gewannen mit 9:6. Mit einem 13:12-Halbfinalsieg über Ungarn und einem 8:6-Finalsieg gegen Australien gewannen die Spanierinnen den Weltmeistertitel. Im Jahr darauf siegten die Spanierinnen auch bei der Europameisterschaft in Budapest, im Finale bezwangen sie die Niederländerinnen mit 10:5. Nach einem siebten Platz bei der Weltmeisterschaft 2015 in Kasan und einem vierten Platz bei der Europameisterschaft 2016 erreichten die Spanierinnen mit ihrer Torfrau Laura Ester auch bei den Olympischen Spielen 2016 in Rio de Janeiro nur den fünften Platz.
2017 bei der Weltmeisterschaft in Budapest erreichten die Spanierinnen wieder das Finale, dort unterlagen sie dem US-Team mit 6:13. 2018 siegte Spanien bei den Mittelmeerspielen in Taragona und belegte kurz darauf den dritten Platz bei der Europameisterschaft in Barcelona. Bei der Weltmeisterschaft 2019 in Gwangju trafen im Finale erneut Spanien und das US-Team aufeinander und die Amerikanerinnen gewannen mit 11:6. Im Januar 2020 siegten die Spanierinnen bei der Europameisterschaft in Budapest durch einen Finalsieg über die Russinnen. Bei den 2021 ausgetragenen Olympischen Spielen in Tokio trafen die Mannschaften aus den Vereinigten Staaten und aus Spanien einmal mehr im Finale aufeinander, die Amerikanerinnen siegten mit 14:5.
Die Jahre von 2022 bis 2024 zählten mit internationalen Medaillengewinnen in jedem Jahr zu den erfolgreichsten in der Geschichte des spanischen Wasserballs. Laura Ester war nun meist Ersatztorhüterin hinter Martina Terré. Nach einem fünften Platz bei der Weltmeisterschaft 2022 siegten die Spanierinnen im Finale der Europameisterschaft 2022 in Rom mit 9:6 über die Griechinnen. 2023 erreichten die Spanierinnen das Finale der Weltmeisterschaft in Fukuoka und unterlagen erst im Penaltyschießen den Niederländerinnen. 2024 standen sich die beiden Teams im Finale der Europameisterschaft in Eindhoven erneut gegenüber. Die Niederländerinnen siegten mit 8:7. Einen Monat später bei der Weltmeisterschaft in Doha entschieden die Spanierinnen das Spiel um Bronze gegen die Griechinnen mit 10:9 für sich. Bei den Olympischen Spielen in Paris gewannen die Spanierinnen alle sieben Partien, wobei das Halbfinale gegen die Niederländerinnen erst im Penaltyschießen entschieden wurde. Im Finale war Laura Ester nicht dabei, aber im Halbfinale wechselte sie sich beim Penaltyschießen mit Martina Terre ab.
Laura Ester spielt seit 2010 bei CN Sabadell und gewann mit diesem Verein alle spanischen Meistertitel der 2010er Jahre. Im Europapokal, der LEN-Trophy, siegte CN Sabadell in dieser Zeit fünfmal. 